# Кента Хасегава
Кента Хасегава (јап. 長谷川 健太; 25. септембар 1965) бивши је јапански фудбалер.

## Каријера
Током каријере је играо за Нисан и Шимицу С-Пулс.

## Репрезентација
За репрезентацију Јапана дебитовао је 1989. године. За тај тим је одиграо 27 утакмица и постигао 4 гола.

## Статистика
| Јапан  | Јапан   | Јапан  |
| Година | Наступи | Голови |
| ------ | ------- | ------ |
| 1989.  | 11      | 2      |
| 1990.  | 6       | 1      |
| 1991.  | 0       | 0      |
| 1992.  | 0       | 0      |
| 1993.  | 5       | 0      |
| 1994.  | 2       | 0      |
| 1995.  | 3       | 1      |
| Укупно | 27      | 4      |